# Niccolò Beni
Niccolò Beni (Firenze, 9 luglio 1986) è un ex nuotatore italiano.
È stato specialista dei 200 metri farfalla e dei 50 metri dorso. Ha partecipato ai Giochi della XXIX Olimpiade.

## Carriera
A livello internazionale ha debuttato nel giro della nazionale italiana al Trofeo Coppa Carnevale nel 2002, dopodiché è stato convocato a varie edizioni dei tornei "3 Nazioni", "5 Nazioni", "6 Nazioni", e poi ai campionati europei juniores di Lisbona nel 2004. Nello stesso anno ha partecipato alla coppa latina in Argentina, dove ha conquistato l'argento nei 200 farfalla. Nell'inverno 2005 è arrivata la prima convocazione nella nazionale assoluta, per gli Europei in vasca corta di Trieste. Ha militato nel Centro Sportivo Esercito.
Nel 2006, ultimo anno in categoria "Cadetti", è riuscito per la seconda volta a far parte della rosa per la Coppa Latina in Brasile, a San Paolo del Brasile, conquistando l'oro nella finale dei 200 farfalla. Nel 2008 al Trofeo Sette Colli di Roma, nella finale dei 200 farfalla, ha abbassato il record italiano a 1'56"99, divenendo il primo italiano a scendere sotto la barriera dell'1'57"; questo risultato gli è valso la chiamata ai Giochi olimpici di Pechino, dove nelle batterie ha uguagliato il primato italiano, senza bensì riuscire a passare alle semifinali.
Nell'inverno del 2008 ai campionati italiani in vasca corta, ha abbassato il record italiano dei 200 farfalla a 1'54"20, piazzandosi poi secondo nella finale dei 50 dorso; grazie a questi risultati prese parte agli europei di Fiume in vasca corta, ove entrò nella semifinale dei 50 m dorso, ma non riuscì a passare in finale, chiudendo al 10º posto. Anche nei 200 m farfalla venne eliminato, risultando 11º in batteria col tempo di 1'54"91.
Nel 2009 prese parte ai Giochi del Mediterraneo, arrivando terzo nei 200 farfalla. Non fu convocato per i mondiali di Roma 2009, ma prese parte agli U.S. Open di Seattle negli Stati Uniti d'America, dove arrivò 4º nella finale dei 200 farfalla. Nel dicembre del 2009, ai campionati italiani di Riccione in vasca corta, ridusse il suo primato italiano sui 200 m farfalla a 1'53"72. Indi prese parte all'europeo di Istanbul, dove si piazzò 10º in batteria, in 1'53"73, a pari merito con l'ungherese Bence Pulai; nello spareggio che ne seguì non riuscì a battere l'ungherese e rimase fuori dalla finale.
Nella primavera del 2010 si confermò campione nazionale sui 200 m farfalla in 1'59"21, risultato che gli valse la convocazione automatica per gli europei di Budapest; nella capitale magiara riuscì a passare le batterie della medesima gara, vincendo poi la semifinale e piazzandosi infine settimo in finale. In inverno si qualificò di diritto per gli europei di vasca corta di Eindhoven, ma mancò la finale sui 200 farfalla. Nell'estate 2011 vinse il suo primo titolo italiano nei 50 m dorso ai campionati di Ostia, per poi partecipare ai campionati mondiali militari di Rio de Janeiro, ove vinse tre ori, un argento e un bronzo. Un mese dopo fu al via delle Universiadi di Shenzhen, disputando le batterie dei 200 farfalla; il tempo marcato, 1"58"99, non vale la semifinale.
Nel settembre 2011 Niccolò si trasferisce a Livorno per allenarsi con Corrado Rosso. Nell'inverno dello stesso anno partecipa agli europei in vasca corta di Stettino, sia sui 200 farfalla che sui 50 dorso. In seguito, ai campionati italiani invernali, si impone nei 200 farfalla.
Finita l'esperienza livornese con la mancata qualificazione per la sua seconda olimpiade, Beni torna a Firenze, dove disputa l'ultima stagione della sua carriera da agonista professionista: ai campionati italiani invernali si classifica terzo sui 200 farfalla, per poi piazzarsi secondo ai primaverili. Al trofeo internazionale Settecolli di Roma, sulla medesima distanza, entra in finale con il primo tempo; questa è la sua ultima apparizione in una competizione internazionale. Il 4 maggio 2014, al Trofeo Swim 4 Life, Niccolò gareggia per la ultima volta in una staffetta insieme a tutti i suoi compagni di nazionale e rivali di sempre nel delfino, terminando ufficialmente in questa occasione la sua carriera professionistica.

## Attività non agonistiche
Nel 2014 ha fondato insieme al compagno di nazionale Mirco Di Tora una associazione sportiva dilettantistica[1], allo scopo di promuovere il nuoto fra bambini e ragazzi ed anche di organizzare attività natatoria nel circuito master.

## Palmarès
| Giochi olimpici            | ---                     | ---                   | ---                   | 200 m farfalla          |
| 2008 Pechino Cina          | ---                     | ---                   | ---                   | 20º in batteria 1'56"99 |
| Campionati europei         | ---                     | ---                   | ---                   | 200 m farfalla          |
| 2010 Budapest Ungheria     | ---                     | ---                   | ---                   | 7º 1'58"67              |
| Europei in vasca corta     | 50 m dorso              | 50 m farfalla         | 100 m farfalla        | 200 m farfalla          |
| 2005 Trieste Italia        | ---                     | ---                   | ---                   | 18º in batteria 1'57"73 |
| 2008 Fiume Croazia         | 10º in semifinale 24"11 | ---                   | ---                   | 11º in batteria 1'54"91 |
| 2009 Istanbul Turchia      | 27º in batteria 24"58   | 58º in batteria 24"46 | ---                   | 10º in batteria 1'53"73 |
| 2010 Eindhoven Paesi Bassi | ---                     | ---                   | 22º in batteria 53"71 | 12º in batteria 1'57"00 |
| Giochi del Mediterraneo    | ---                     | ---                   | ---                   | 200 m farfalla          |
| 2009 Pescara Italia        | ---                     | ---                   | ---                   | Bronzo 1'57"92          |
| Universiadi                | 50 m dorso              | ---                   | ---                   | 200 m farfalla          |
| 2011 Shenzhen Cina         | 23º in batteria 26"92   | ---                   | ---                   | 18º in batteria 1'59"94 |
| Europei giovanili          | ---                     | ---                   | 100 m farfalla        | 200 m farfalla          |
| 2004 Lisbona Portogallo    | ---                     | ---                   | 14º in batteria 56"28 | 6º 2'02"22              |

### Giochi mondiali militari
- 2011: Rio de Janeiro,  Brasile[2]

4×200 m stile libero: oro, 7'26"79
4×100 m mista: oro, 3'43"70
4x100 m stile libero: bronzo 3'13"70
200 m delfino: argento, 1'59"89

### Campionati italiani
10 titoli individuali e 2 in staffetta, così ripartiti:
- 1 nei 50 m dorso
- 9 nei 200 m farfalla
- 2 nella staffetta 4×50 m mista

nd = non disputata
| Anno | Edizione    | dorso 50 m | farfalla 200 m | mista 4×50 m | mista 4×100 m |
| ---- | ----------- | ---------- | -------------- | ------------ | ------------- |
| 2005 | Estivi      | -          | 3              | nd           | -             |
| 2006 | Primaverili | -          | 3              | nd           | -             |
| 2007 | Estivi      | 2          | 1              | nd           | -             |
| 2007 | Invernali   | 3          | 2              | nd           | -             |
| 2008 | Primaverili | -          | 1              | nd           | -             |
| 2008 | Estivi      | -          | 1              | nd           | -             |
| 2008 | Invernali   | 2          | 1              | nd           | -             |
| 2009 | Primaverili | -          | 2              | nd           | -             |
| 2009 | Estivi      | -          | 3              | nd           | -             |
| 2009 | Invernali   | -          | 1              | nd           | -             |
| 2010 | Primaverili | -          | 1              | nd           | -             |
| 2010 | Estivi      | -          | 2              | nd           | -             |
| 2010 | Invernali   | 2          | 1              | 1            | nd            |
| 2011 | Primaverili | -          | 1              | nd           | -             |
| 2011 | Estivi      | 1          | 3              | 1            | -             |
| 2011 | Invernali   | -          | 1              | nd           | 2             |

### Altri risultati
- 12 titoli italiani giovanili
- 10 presenze nella nazionale maggiore
- 6 presenze nella nazionale giovanile

## Premi e riconoscimenti

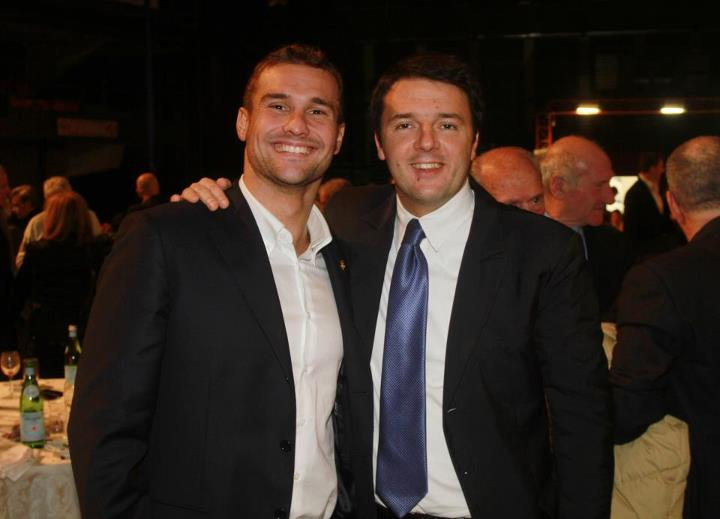
Foto con Matteo Renzi

- 1 Fiorino d'oro per le 1000 medaglie Fiorentina Nuoto 2005
- 1 Premio “Le velò” 2006
- 11 riconoscimenti Pegaso per lo sport
- 5 riconoscimenti Giornata Olimpica Regione Toscana
- Testimonial Firenze città europea per lo sport 2012
- 1 Premio discobolo per lo sport Italiano, Premiazione dal Capo di Stato Maggiore della Difesa e dal Ministro della Difesa La Russa 2011
- Master in Project Management Sportivo CONI - Luiss 2011
- Professore della Scuola Dello Sport del CONI
- Medaglia di Bronzo al Valore Sportivo CONI